# Örnbräkenväxter
Örnbräkenväxter (Dennstaedtiaceae) är en familj i ordningen Polypodiales. Arterna förekommer i hela världen med undantag av polartrakterna.
Urval av släkten:
- höbräkensläktet (Dennstaedtia)
- Eupteris
- grottbräkensläktet (Microlepia)
- örnbräkensläktet (Pteridium)